# جيكوب فراجوميني
جيكوب فراجوميني (بالإيطالية: Giacobbe Fragomeni)‏ مواليد 13 أغسطس 1969 في ميلانو، لومبارديا، إيطاليا، هو ملاكم إيطالي. شارك في دورة الألعاب الأولمبية الصيفية سنة 2000.

## إحصائيات
خاض خلال مسيرته 40 نزالا، فاز في 33 وتعادل في 2 وخسر في 5. فاز بالضربة القاضية في 13 نزالا.

## روابط خارجية
- جيكوب فراجوميني على موقع IMDb (الإنجليزية)
- جيكوب فراجوميني على موقع بوكس ريك (الإنجليزية) (registration required)
- جيكوب فراجوميني على موقع اللجنة الأولمبية الدولية (الإنجليزية)
- جيكوب فراجوميني على موقع أوليمبيديا (الإنجليزية)